# Уйгун, Бюлент
Бюлент Уйгун (тур. Bülent Uygun; род. 1 августа 1971[…], Адапазары) — турецкий футболист и футбольный тренер. Наиболее известен своей работой с турецким клубом «Сивасспор».

## Карьера игрока

### Клубная
Бюлент Уйгун — воспитанник турецкого клуба «Сакарьяспор». В 1989 году он перешёл в команду Второй лиги «Коджаэлиспор», с которой в 1992 году вышел в Первую лигу. 23 августа того же года Уйгун дебютировал в главной турецкой лиге, выйдя в основном составе в домашнем поединке против «Кайсериспора». На 62-й минуте этого матча он забил гол, а спустя три минуты оформил дубль.
Летом 1993 года Бюлент Уйгун перешёл в «Фенербахче». С 22 голами он стал лучшим бомбардиром Первой лиги по итогам сезона 1993/94. В том чемпионате Уйгун сделал два покера и два хет-трика. В конце 1996 года он вернулся в «Коджаэлиспор», а в середине 1998 года стал футболистом «Дарданелспора». Впоследствии Уйгун выступал за «Трабзонспор», «Гёзтепе», «Зонгулдакспор», «Анадолу Ускюдар» и «Сивасспор».

### В сборной
27 октября 1993 года Бюлент Уйгун дебютировал в сборной Турции, выйдя в основном составе в домашнем матче с Польшей, проходившем в рамках отборочного турнира чемпионата мира 1994. Всего он за национальную сборную провёл 11 матчей и не забил ни одного гола.

## Тренерская карьера
Свою тренерскую карьеру Бюлент Уйгун начинал, возглавив в ноябре 2006 года «Сивасспор», проводивший в главной турецкой лиге лишь второй свой сезон в истории. В сезоне 2007/08 «Сивасспор» под его руководством произвёл сенсацию, выиграв первый круг чемпионата Турции, но в итоге занял лишь четвёртое место. В возрасте 36 лет Уйгун был признан тренером 2007 года в Турции и лучшим тренером Суперлиги 2007/08. В сезоне 2008/09 «Сивасспор» продолжил свои сенсационные выступления и долгое время считалось, что команда прервёт 25-летнюю гегемонию «Большой стамбульской тройки», но её настиг «Бешикташ» и оттеснил в итоге «Сивасспор» на второе место. Тренерские методы Уйгуна изучались на мировом уровне. Летом 2009 года «Сивасспор» потерял значительное количество игроков стартового состава, что привело к быстрому вылету из еврокубков и неудачам в национальном первенстве. 4 октября 2009 года Уйгун заявил о своём уходе из клуба. В сезоне 2010/11 он тренировал команды Суперлиги «Буджаспор» и «Эскишехирспор», а в сезоне 2012/13 — «Элязыгспор» и «Газиантепспор».
В 2013 году Бюлент Уйгун перебрался в Катар, где до 2016 года возглавлял местный «Умм-Салаль». Во второй половине сезона 2016/17 он вновь занимал пост главного тренера «Газиантепспора», игравшего тогда роль аутсайдера Суперлиги. В 2018 году Уйгун встал у руля катарского клуба «Аль-Гарафа».
До декабря 2024 года вновь возглавлял «Сивасспор». 15 декабря 2024 года покинул клуб.